# Аркольский мост (Париж)
Аркольский мост (фр. Pont d'Arcole) — мост в центре Парижа, соединяет остров Ситэ с правым, северным берегом Сены и площадью перед столичной мэрией, бывшей Гревской.
Нынешний мост установлен в 1856 году; это уже второй мост на этом месте, первоначальный был подвесным и пешеходным (1828) и звался попросту Гревским. Нынешнее название дано Наполеоном III в честь победы его дяди в Аркольском бою.
Аркольский мост — самый первый металлический мост в Париже; выполнен из чугуна; ширина моста 20 метров; представляет собой металлическую конструкцию в виде арки с пролётом в 80 м, опирающейся на каменные опоры. Установлен в 1856 году под руководством инженера Альфонса Удри (Alphonse Oudry, 1819—1869); работы были закончены за короткий срок, всего за 3 месяца.

## Расположение
| Расположение моста на Сене     | Расположение моста на Сене | Расположение моста на Сене                      |
| ------------------------------ | -------------------------- | ----------------------------------------------- |
| Вниз по течению: Мост Нотр-Дам |                            | Вверх по течению: Мост Луи-Филиппа Мост Сен-Луи |